# Merge (SQL)
Een MERGE-opdracht in SQL wordt gebruikt in combinatie met INSERT en UPDATE voor het invoegen of bijwerken van bestaande records afhankelijk van de opgegeven conditie. Het werd voor het eerst geïntroduceerd in de SQL:2003-standaard, en later uitgebreid in de SQL:2008-standaard.
Het MERGE-statement is met name praktisch bij het uitvoeren van meerdere INSERT en UPDATE instructies, omdat er slechts een instructie gebruikt hoeft te worden.
Sommige implementaties gebruiken de term 'Upsert', een porte-manteau van Update en Insert. Hiermee wordt een niet-bestaand record in een tabel ingevoegd, of als het record wel bestaat, de gegevens ervan bijgewerkt. Dit synoniem wordt toegepast in SQLite en Microsoft Azure SQL.

## Gebruik
```
 
MERGE
 
INTO
 
doeltabel
 
USING
 
brontabel
 
ON
 
(
conditie
)

   
WHEN
 
MATCHED
 
THEN

   
UPDATE
 
SET
 
kolom1
 
=
 
waarde1
 
[,
 
kolom2
 
=
 
waarde2
 
...]

   
WHEN
 
NOT
 
MATCHED
 
THEN

   
INSERT
 
(
kolom1
 
[,
 
kolom2
 
...])
 
VALUES
 
(
waarde1
 
[,
 
waarde2
 
...]);

```

## Voorbeeld
Om aantallen bij te werken of in te voegen in de tabel 'verkoop' waarbij het artikelID gelijk is, gebruikt men:
```
 
MERGE
 
INTO
 
verkoop
 
USING
 
producten
 
ON
 
(
producten
.
artikelID
 
=
 
verkoop
.
artikelID
)

   
WHEN
 
MATCHED
 
THEN

   
UPDATE
 
SET
 
aantal
 
=
 
50

   
WHEN
 
NOT
 
MATCHED
 
THEN

   
INSERT
 
(
aantal
)
 
VALUES
 
(
50
);

```